# Fair Game (1995)
Fair Game  een Amerikaanse romantische actiefilm uit 1995, geregisseerd door Andrew Sipes. De hoofdrollen worden vertolkt door William Baldwin en Cindy Crawford. De film is gebaseerd op de gelijknamige roman van Paula Gosling, die eerder werd aangepast in de film Cobra uit 1986 met Sylvester Stallone in de hoofdrol. De film werd genomineerd voor drie Golden Raspberry Awards: slechtste actrice (Cindy Crawford), slechtste filmkoppel (William Baldwin en Cindy Crawford) en slechtste nieuwe ster (Cindy Crawford).

## Verhaal
De mooie advocate Kate McQuean komt onbewust tussenbeide in een groot spel van de voormalige KGB-officieren. Ze willen haar verwijderen als een klein maar irritant obstakel. De zaak brengt haar echter naar de inspecteur Max Kirkpatrick die ook betrokken is bij het spel en drie van zijn politieagenten verliest. Samen proberen ze zich te verstoppen maar hun achtervolgers weten voortdurend waar ze zijn. Er begint een echte jacht, waarbij niet duidelijk is wie de jager is en wie het slachtoffer.

## Rolverdeling
| Acteur               | Personage             |
| -------------------- | --------------------- |
| William Baldwin      | Max Kirkpatrick       |
| Cindy Crawford       | Kate McQuean          |
| Steven Berkoff       | Col. Ilya Pavel Kazak |
| Christopher McDonald | Lt. Meyerson          |
| Miguel Sandoval      | Emilio Juantorena     |
| Johann Carlo         | Jodi Kirkpatrick      |
| Salma Hayek          | Rita                  |
| John Bedford Lloyd   | Det. Louis Aragon     |
| Olek Krupa           | Zhukov                |
| Jenette Goldstein    | Rosa                  |